# Brownovo drvo
Brownovo drvo jest fraktal koji se dobije pomoću Brownovog gibanja.
Brownovo se drvo konstruira na sljedeći način: odredi se jedna točka, "sjeme", koja se postavi na neko slučajno odabrano mjesto (najčešće na slučajno odabranu točku zaslona, jer se ovaj fraktal zapravo generira samo računalno). Na neko drugo (slučajno odabrano) mjesto postavi se druga točka koja se pomiče po računalnom modelu Brownovog gibanja dok ne dotakne sjeme. Odabere se nova točka koja se na isti način pomiče dok ne dotakne bilo koju od prethodno nacrtanih točaka (uključujući i sjeme), i tako u nedogled.
Oblik Brownovog drveta može biti vrlo različit, ovisno o tri osnovna faktora:
- položaj "sjemena"
- položaj svake čestice (bilo gdje na zaslonu, negdje na kružnici sa sjemenom u središtu, s vrha zaslona (s tim da je sjeme na dnu) itd.)
- algoritam za Brownovo gibanje (npr. radi bržeg izvođenja čestica se može obrisati ako ode predaleko od sjemena.)

- Brownovo drvo može sličiti pahuljici.
- Brownovo drvo nastalo iz otopine modre galice u elektrodepozicijskoj ćeliji